# Адам Кун
Адам Кун (англ. Adam Coon; нар. 14 листопада 1994, Фаулервіль, Мічиган) — американський борець вільного і греко-римського стилів, срібний призер чемпіонату світу, чемпіон та срібний призер Панамериканських чемпіонів, учасник Олімпійських ігор у змаганнях з греко-римської боротьби.

## Життєпис
Боротьбою почав займатися з 1998 року. Батько Ден Кун боровся в коледжі Алма (1979-83) і став першим тренером свого сина. У 2011 році Адам став чемпіоном світу серед кадетів з вільної боротьби. На тих же змаганнях з греко-римської боротьби посів лише 11-те місце. У 2014 році завоював бронзові нагороди на чемпіонаті світу серед юніорів у змаганнях як з вільної, так і з греко-римської боротьби. На дорослому рівні представляє збірну США з греко-римської боротьби.
Дворазовий чемпіон Національної асоціації студентського спорту (NCAA). Виступає за борцівський клуб «Cliff Keen» Енн-Арбор, Мічиган. Тренер — Джо Макфарланд.
Навчався в Мічиганському університеті за спеціальністю аерокосмічна техніка.

## Спортивні результати на міжнародних змаганнях

### Виступи на Олімпіадах
| Змагання                    | Збірна | Вагова категорія                  | Місце |
| --------------------------- | ------ | --------------------------------- | ----- |
| Літні Олімпійські ігри 2024 | США    | греко-римська боротьба, до 130 кг | 12    |

### Виступи на чемпіонатах світу
| Змагання                        | Збірна | Вагова категорія                  | Місце  |
| ------------------------------- | ------ | --------------------------------- | ------ |
| Чемпіонат світу з боротьби 2018 | США    | греко-римська боротьба, до 130 кг | Срібло |
| Чемпіонат світу з боротьби 2019 | США    | греко-римська боротьба, до 130 кг | 21     |

### Виступи на Панамериканських чемпіонатах
| Змагання                                   | Збірна | Вагова категорія                  | Місце  |
| ------------------------------------------ | ------ | --------------------------------- | ------ |
| Панамериканський чемпіонат з боротьби 2019 | США    | греко-римська боротьба, до 130 кг | Золото |
| Панамериканський чемпіонат з боротьби 2020 | США    | греко-римська боротьба, до 130 кг | Срібло |

### Виступи на Панамериканських іграх
| Змагання                  | Збірна | Вагова категорія                  | Місце |
| ------------------------- | ------ | --------------------------------- | ----- |
| Панамериканські ігри 2019 | США    | греко-римська боротьба, до 130 кг | 8     |

### Виступи на інших змаганнях
| Змагання                                                     | Збірна | Вагова категорія                  | Місце  |
| ------------------------------------------------------------ | ------ | --------------------------------- | ------ |
| Міжнародний меморіал Білла Фаррелла 2015                     | США    | греко-римська боротьба, до 130 кг | Золото |
| Олімпійські випробування США 2016                            | США    | греко-римська боротьба, до 130 кг | Срібло |
| Гран-прі Німеччини з боротьби 2018                           | США    | греко-римська боротьба, до 130 кг | 17     |
| Міжнародний меморіал Білла Фаррелла 2019                     | США    | греко-римська боротьба, до 130 кг | Золото |
| Меморіал Маттео Пелліконе 2020                               | США    | греко-римська боротьба, до 130 кг | 5      |
| Олімпійський кваліфікаційний турнір з боротьби 2020 (Оттава) | США    | греко-римська боротьба, до 130 кг | Бронза |
| Меморіал Маттео Пелліконе 2021                               | США    | греко-римська боротьба, до 130 кг | 7      |
| Олімпійський кваліфікаційний турнір з боротьби 2020 (Софія)  | США    | греко-римська боротьба, до 130 кг | 7      |
| Меморіал Імре Поляка та Яноша Варги 2023                     | США    | греко-римська боротьба, до 130 кг | 20     |
| Відкритий чемпіонат Загреба з боротьби 2024                  | США    | греко-римська боротьба, до 130 кг | 16     |
| Меморіал Імре Поляка та Яноша Варги 2024                     | США    | греко-римська боротьба, до 130 кг | 11     |

### Виступи на змаганнях молодших вікових груп
| Змагання                                      | Збірна | Вагова категорія                  | Місце  |
| --------------------------------------------- | ------ | --------------------------------- | ------ |
| Чемпіонат світу з боротьби серед кадетів 2011 | США    | греко-римська боротьба, до 100 кг | 11     |
| Чемпіонат світу з боротьби серед кадетів 2011 | США    | вільна боротьба, до 100 кг        | Золото |
| Чемпіонат світу з боротьби серед юніорів 2014 | США    | вільна боротьба, до 120 кг        | Бронза |
| Чемпіонат світу з боротьби серед юніорів 2014 | США    | греко-римська боротьба, до 120 кг | Бронза |